# 北海道医薬専門学校
北海道医薬専門学校（ほっかいどういやくせんもんがっこう）とは、北海道札幌市北区にある専修学校。運営は学校法人美専学園。

## 沿革
1996年（昭和41年）に薬業と医療事務の2学科から始まり、保育学科含む5学科9専攻に発展した。

## アクセス
最寄り駅は札幌市営地下鉄南北線北24条駅。